# 古河市立総和中学校
古河市立総和中学校（こがしりつ そうわちゅうがっこう）は、茨城県古河市女沼にある市立中学校。総和中学校は部活動に力を入れていて剣道や柔道は関東・全国レベルの強豪校です。

## 著名な卒業生・教員
- 塚田正義 - プロ野球選手[1]